# Shorea albida
Espèce
Statut de conservation UICN

 VU A2cd+4cd : Vulnérable
Shorea albida est une espèce de plantes du genre Shorea de la famille des Dipterocarpaceae.